# Kuklówka-Zarzeczna (gromada)
Kuklówka-Zarzeczna (alt. Kuklówka Zarzeczna) – dawna gromada, czyli najmniejsza jednostka podziału terytorialnego Polskiej Rzeczypospolitej Ludowej w latach 1954–1972.
Gromady, z gromadzkimi radami narodowymi (GRN) jako organami władzy najniższego stopnia na wsi, funkcjonowały od reformy reorganizującej administrację wiejską przeprowadzonej jesienią 1954 do momentu ich zniesienia z dniem 1 stycznia 1973, tym samym wypierając organizację gminną w latach 1954–1972.
Gromadę Kuklówka-Zarzeczna z siedzibą GRN w Kuklówce-Zarzecznej (w obecnym brzmieniu: Kuklówka Zarzeczna) utworzono – jako jedną z 8759 gromad na obszarze Polski – w powiecie grodziskomazowieckim w woj. warszawskim, na mocy uchwały nr VI/10/4/54 WRN w Warszawie z dnia 5 października 1954. W skład jednostki weszły obszary dotychczasowych gromad Budy Józefowskie, Kuklówka Radziejowicka i Kuklówka-Zarzeczna oraz wieś Adamów, wieś Karolinów i wieś Wólka-Brzozokalska z dotychczasowej gromady Adamów ze zniesionej gminy Radziejowice, a także obszary dotychczasowych gromad Czarny Las (z wyłączeniem miejscowości Maruna) i Makówka ze zniesionej gminy Grodzisk, w tymże powiecie. Dla gromady ustalono 12 członków gromadzkiej rady narodowej.
29 lutego 1956 z gromady Kuklówka Zarzeczna wyłączono wieś Karolinowo włączając ją do gromady Radziejowice w tymże powiecie.
31 grudnia 1959 z gromady Kuklówka Zarzeczna wyłączono wsie Czarny Las i Makówka, włączając je do znoszonej gromady Adamowizna w tymże powiecie, po czym gromadę Kuklówka Zarzeczna zniesiono a jej (pozostały) obszar włączono do gromady Radziejowice tamże.